# Torre de Aruej
El Torre de Aruej, situada en el abandonado caserío de Aruej, perteneciente al municipio de Villanúa, en la provincia de Huesca, es un monumento catalogado de forma genérica como Bien de Interés Cultural, según lo dispuesto en la disposición adicional segunda de la Ley 3/1999, de 10 de marzo, del Patrimonio Cultural Aragonés.

## Historia
La Torre está ubicada en un lugar que ha recibido a lo largo de su historia nombres diversos como Aruex o Arueg. Etimológicamente el nombre tiene su origen en la palabra prerromana Arraugia / Arraugio, que significa torrente o arroyo. Ya se le nombra en las Crónicas visigodas de Toledo del siglo VII en las que se consideraba parte de las funciones del Señor de Aruej el mantenimiento del acceso a Francia por la denominada calzada del Summo Porto romano, actual puerto de Somport. Es por ello que este caserío tuvo tanta importancia en la Alta Edad Media, constituyendo su propio ayuntamiento. También se localizaba en este asentamiento de población el arciprestazgo de Aruex, que pertenecía en ese momento al obispado de Huesca, hasta que en 1571 pasa a ser parte integrante del de Jaca. El Señorío de Aruex se creó en el siglo VII para defender militarmente este paso por los pirineos. Actualmente forma parte del municipio de Villanúa.

## Descripción
La torre presenta planta rectangular, con muros de gran altura y acabada en una cubierta de teja a dos aguas. Su carácter defensivo se aprecia por la existencia en sus fachadas de aspilleras. Su construcción es a base de sillares, que enmarcan incluso las ventanas. Con el tiempo acabó utilizándose como vivienda habitual, lo que llevó a realizar ciertas transformaciones externas e internas, entre ellas la apertura de balcones.
El conjunto poblacional posee muy pocos edificios más, destacando la presencia de una pequeña ermita románica, que es realmente una iglesia dedicada a San Vicente.
Actualmente la torre, que es propiedad particular, está dedicada a uso agropecuario y como corral.